# Mompha laspeyresella
Mompha laspeyresella é uma espécie de mariposa do gênero Mompha pertencente à família Coleophoridae.